# طواف إيطاليا للدراجات تحت 23 سنة 2020
طواف إيطاليا للدراجات تحت 23 سنة 2020 (بالإيطالية: Giro d'Italia Giovani Under 23 2020) هو سباق دراجات هوائية، وهو الموسم الثالث والأربعين من طواف إيطاليا للدراجات تحت 23 سنة، وأقيم خلال الفترة من 29 أغسطس 2020، وحتى 5 سبتمبر 2020 ضمن سباقات طواف أوروبا للدراجات 2020، وشارك فيه  176 متسابقاً ووصل إلى نهايته  118 متسابقاً.
فاز بالمركز الأول توم بيدكوك، وبالمركز الثاني Henri Vandenabeele ‏، وبالمركز الثالث Kevin Colleoni ‏، وفاز Luca Colnaghi ‏ في ترتيب النقاط، وكان الفائز حسب النقاط للشباب Edoardo Zambanini ‏، وكان الفائز في تصنيف الجبال توم بيدكوك.

## الفرق
| فرق قارية (16)- كولباك-بالان 2020 ‏ - Biesse–Carrera ‏ - Hagens Berman Jayco ‏ - Groupama–FDJ Continental Team ‏ - MG.K vis Colors for Peace ‏ - بلترامي تي إس أيه–مارشيول ‏ - إيولو كوميت ‏ - SEG Racing Academy ‏ - فريق تيرول كيه تي إم للدراجات 2020 ‏ - Sias–Rime ‏ - Bahrain Victorious Development Team ‏ - جنرال ستور بوتولي زارديني ‏ - Q36.5 Continental Team ‏ - سويس ريسينغ أكادمي 2020 ‏ - Colombia Potencia de la Vida–Strongman ‏ - Sam–Vitalcare–Dynatek ‏ فرق دراجات هواة (3)- Holdsworth Zappi RT‏ - Gallina-Colosio-Eurofeed ‏ - Caja Rural-Seguros RGA amateur ‏ فرق أندية الدراجات (10)- Aran Cucine Vejus‏ - Lotto Development Team ‏ - Velo Plus Racing Team Palazzago‏ - Mastromarco Sensi Nibali‏ - Zalf Euromobil Fior ‏ - Gazprom-RusVelo U23‏ - ترينيتي رود ريسينغ ‏ - GS Maltinti Lampadari‏ - Zheroquadro Cycling Team‏ - 1. inEmiliaRomagna Cycling Team ‏ |  |
| |  |

## المراحل
| قائمة المراحل | قائمة المراحل | قائمة المراحل         | قائمة المراحل | قائمة المراحل | قائمة المراحل     | قائمة المراحل     |
| المرحلة       | التاريخ       | الدورة                |               | المسافة (كم)  | الفائز بالمرحلة   | القائد العام      |
| ------------- | ------------- | --------------------- | ------------- | ------------- | ----------------- | ----------------- |
| المرحلة 1     | 29 أغسطس      | أوربينو – أوربينو     | مرحلة جبلية   | 150٫5         | Alejandro Ropero ‏ | Alejandro Ropero ‏ |
| المرحلة 2     | 30 أغسطس      | Gradara ‏ – ريتشوني    | مرحلة جبلية   | 119٫9         | Luca Colnaghi ‏    | Alejandro Ropero ‏ |
| المرحلة 3     | 31 أغسطس      | ريتشوني – موردانو     | مرحلة جبلية   | 151٫3         | Luca Colnaghi ‏    | Luca Colnaghi ‏    |
| المرحلة 4     | 1 سبتمبر      | Bonferraro ‏ – Bolca ‏  | مرحلة جبلية   | 159٫6         | توم بيدكوك        | توم بيدكوك        |
| المرحلة 5     | 2 سبتمبر      | ماروستيكا – Rosà ‏     | مرحلة جبلية   | 145٫8         | جوناثان ميلان     | توم بيدكوك        |
| المرحلة 6     | 3 سبتمبر      | Colico ‏ – Colico ‏     | مرحلة مستوية  | 157           | Jordi Meeus ‏      | توم بيدكوك        |
| المرحلة 7     | 4 سبتمبر      | بارزيو – Montespluga ‏ | مرحلة جبلية   | 116٫5         | توم بيدكوك        | توم بيدكوك        |
| المرحلة 8     | 5 سبتمبر      | أبريكا – أبريكا       | مرحلة جبلية   | 120٫9         | توم بيدكوك        | توم بيدكوك        |

## النتيجة
| المرحلة   |              | الفائز _          | التصنيف العام _   |
| --------- | ------------ | ----------------- | ----------------- |
| المرحلة 1 | مرحلة التلال | Alejandro Ropero ‏ | Alejandro Ropero ‏ |
| المرحلة 2 | مرحلة التلال | Luca Colnaghi ‏    | Alejandro Ropero ‏ |
| المرحلة 3 | مرحلة التلال | Luca Colnaghi ‏    | Luca Colnaghi ‏    |
| المرحلة 4 | مرحلة جبلية  | توم بيدكوك        | توم بيدكوك        |
| المرحلة 5 | مرحلة التلال | جوناثان ميلان     | توم بيدكوك        |
| المرحلة 6 | مرحلة مستوية | Jordi Meeus ‏      | توم بيدكوك        |
| المرحلة 7 | مرحلة جبلية  | توم بيدكوك        | توم بيدكوك        |
| المرحلة 8 | مرحلة جبلية  | توم بيدكوك        | توم بيدكوك        |
| النهائي   | النهائي      |                   | توم بيدكوك        |

## التصنيف العام النهائي
| التصنيف العام         | التصنيف العام       | التصنيف العام               | التصنيف العام  | التصنيف العام |
| العداء                | العداء              | الفريق                      | الوقت          |               |
| --------------------- | ------------------- | --------------------------- | -------------- | ------------- |
| 1                     | توم بيدكوك          |                             | 26 س 22 د 53 ث |               |
| 2                     | Henri Vandenabeele ‏ | Lotto-Soudal U23            | + 2 د 25 ث     |               |
| 3                     | Kevin Colleoni ‏     | Biesse Carrera Gavardo      | + 5 د 54 ث     |               |
| 4                     | جيوفاني أليوتي      | Cycling Team Friuli ASD     | + 6 د 34 ث     |               |
| 5                     | Filippo Conca ‏      | Biesse Carrera Gavardo      | + 7 د 52 ث     |               |
| 6                     | Yannis Voisard ‏     | Swiss Racing Academy        | + 10 د 46 ث    |               |
| 7                     | Alejandro Ropero ‏   | Kometa-Xstra                | + 10 د 59 ث    |               |
| 8                     | Jokin Murguialday ‏  |                             | + 11 د 23 ث    |               |
| 9                     | Asbjørn Hellemose ‏  | Velo Club Mendrisio         | + 11 د 25 ث    |               |
| 10                    | Edoardo Zambanini ‏  | Zalf Euromobil Désirée Fior | + 13 د 12 ث    |               |
|                       |                     |                             |                |               |
| مصدر: ProCyclingStats |                     |                             |                |               |

### تصنيف النقاط
| تصنيف النقاط          | تصنيف النقاط        | تصنيف النقاط                | تصنيف النقاط | تصنيف النقاط |
| العداء                | العداء              | الفريق                      | النقاط       |              |
| --------------------- | ------------------- | --------------------------- | ------------ | ------------ |
| 1                     | Luca Colnaghi ‏      | Zalf Euromobil Désirée Fior | 90 نقطة      |              |
| 2                     | Jordi Meeus ‏        | SEG Racing Academy          | 83 نقطة      |              |
| 3                     | توم بيدكوك          |                             | 75 نقطة      |              |
| 4                     | جيك ستيوارت         | Continentale Groupama-FDJ   | 68 نقطة      |              |
| 5                     | آرنه ماريت ‏         | Lotto-Soudal U23            | 63 نقطة      |              |
| 6                     | جوناثان ميلان       | Cycling Team Friuli ASD     | 60 نقطة      |              |
| 7                     | Henri Vandenabeele ‏ | Lotto-Soudal U23            | 57 نقطة      |              |
| 8                     | Kevin Bonaldo ‏      | Zalf Euromobil Désirée Fior | 40 نقطة      |              |
| 9                     | Alejandro Ropero ‏   | Kometa-Xstra                | 37 نقطة      |              |
| 10                    | Michele Gazzoli ‏    | Colpack-Ballan              | 36 نقطة      |              |
|                       |                     |                             |              |              |
| مصدر: ProCyclingStats |                     |                             |              |              |

### تصنيف الجبال
| تصنيف الجبال          | تصنيف الجبال        | تصنيف الجبال                   | تصنيف الجبال | تصنيف الجبال |
| العداء                | العداء              | الفريق                         | النقاط       |              |
| --------------------- | ------------------- | ------------------------------ | ------------ | ------------ |
| 1                     | توم بيدكوك          |                                | 108 نقطة     |              |
| 2                     | Matteo Carboni ‏     |                                | 59 نقطة      |              |
| 3                     | Kevin Colleoni ‏     | Biesse Carrera Gavardo         | 58 نقطة      |              |
| 4                     | Samuele Zoccarato ‏  | Colpack-Ballan                 | 47 نقطة      |              |
| 5                     | Henri Vandenabeele ‏ | Lotto-Soudal U23               | 37 نقطة      |              |
| 6                     | جيوفاني أليوتي      | Cycling Team Friuli ASD        | 37 نقطة      |              |
| 7                     | Thomas Gloag ‏       | Trinity Road Racing            | 35 نقطة      |              |
| 8                     | Antonio Tiberi ‏     | تريك سيغافريدو                 | 30 نقطة      |              |
| 9                     | دافيد بالداكيني ‏    | Colpack-Ballan                 | 19 نقطة      |              |
| 10                    | Matteo Zurlo ‏       | Casillo-Petroli Firenze-Hopplà | 19 نقطة      |              |
|                       |                     |                                |              |              |
| مصدر: ProCyclingStats |                     |                                |              |              |

## تصانيف فرعية

### تصنيف أفضل شاب
| تصنيف أفضل شاب        | تصنيف أفضل شاب          | تصنيف أفضل شاب              | تصنيف أفضل شاب | تصنيف أفضل شاب |
| العداء                | العداء                  | الفريق                      | الوقت          |                |
| --------------------- | ----------------------- | --------------------------- | -------------- | -------------- |
| 1                     | Edoardo Zambanini ‏      | Zalf Euromobil Désirée Fior | 26 س 36 د 05 ث |                |
| 2                     | Thomas Gloag ‏           | Trinity Road Racing         | + 4 د 17 ث     |                |
| 3                     | Antonio Tiberi ‏         | تريك سيغافريدو              | + 7 د 19 ث     |                |
| 4                     | Brayan Esteban Malaver ‏ |                             | + 14 د 46 ث    |                |
| 5                     | Andrea Gallo ‏           |                             | + 45 د 15 ث    |                |
| 6                     | Lewis Askey ‏            | Continentale Groupama-FDJ   | + 55 د 19 ث    |                |
| 7                     | أليساندرو بارون ‏        |                             | + 1 د 02 ث     |                |
| 8                     | Alessandro Verre ‏       |                             | + 1 د 12 ث     |                |
| 9                     | Simone Raccani ‏         | Beltrami TSA-Marchiol       | + 1 د 45 ث     |                |
|                       |                         |                             |                |                |
| مصدر: ProCyclingStats |                         |                             |                |                |

## وصلات خارجية
- الموقع الرسمي
- لمحة عن سباق طواف إيطاليا للدراجات تحت 23 سنة 2020 على موقع  ProCyclingStats   (برو  سايكلنج  ستاتس) - إحصاءات  محترفي  الدراجات.
- طواف إيطاليا للدراجات تحت 23 سنة 2020 على موقع إحصائيات الدراجات الإحترافية (الإنجليزية)